# Caligula kurimushi
Caligula kurimushi är en fjärilsart som beskrevs av Voelschow 1902. Caligula kurimushi ingår i släktet Caligula och familjen påfågelsspinnare. Inga underarter finns listade i Catalogue of Life.